# Jerry Buss
Jerry Buss, właśc. Gerard Hatten Buss (ur. 27 stycznia 1933 w Salt Lake City, Utah, zm. 18 lutego 2013 w Los Angeles) – amerykański przedsiębiorca, inwestor nieruchomości, oraz kiedyś chemik.
Właściciel grającej w NBA drużyny Los Angeles Lakers, a także Los Angeles Sparks z WNBA oraz Los Angeles Kings z NHL. Od 2010 roku członek Koszykarskiej Galerii Sław. W lutym 2013 roku zmarł na raka.